# Dan Jacobs

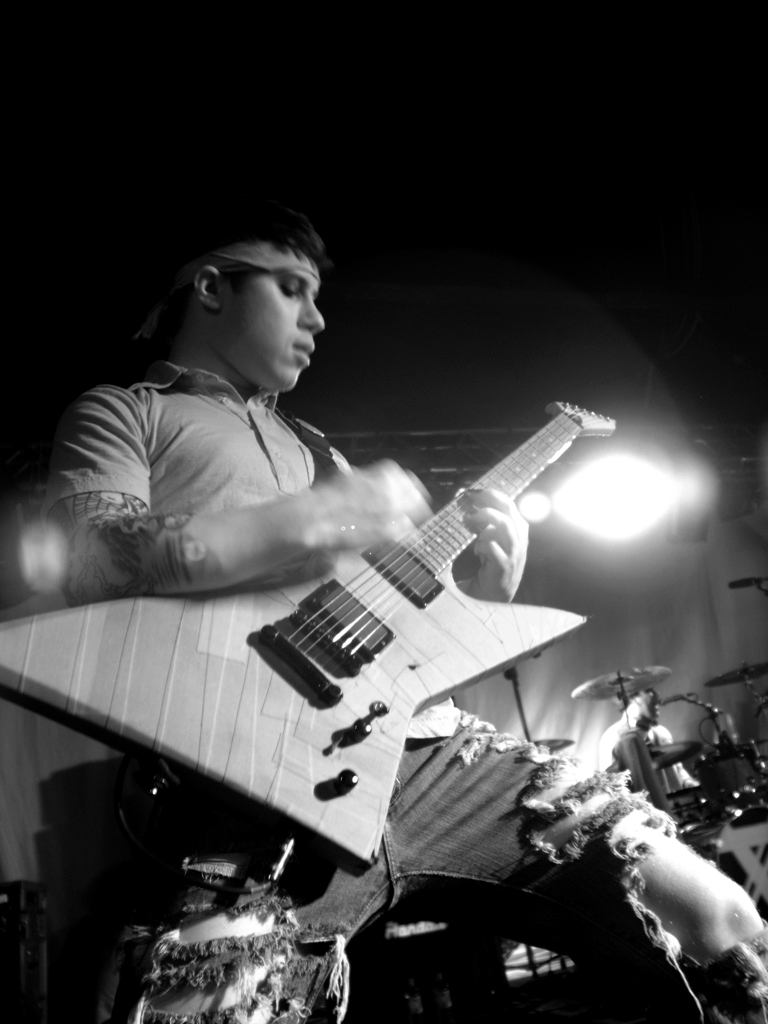
Dan Jacobs

Dan Jacobs, född 1982, är en amerikansk gitarrist och originalmedlem i metalcorebandet Atreyu. Hans smeknamn är "Big" för att han är så kort.
Han spelar med en ESP/ESP LTD DJ-600-gitarr